# Barkley-Grow

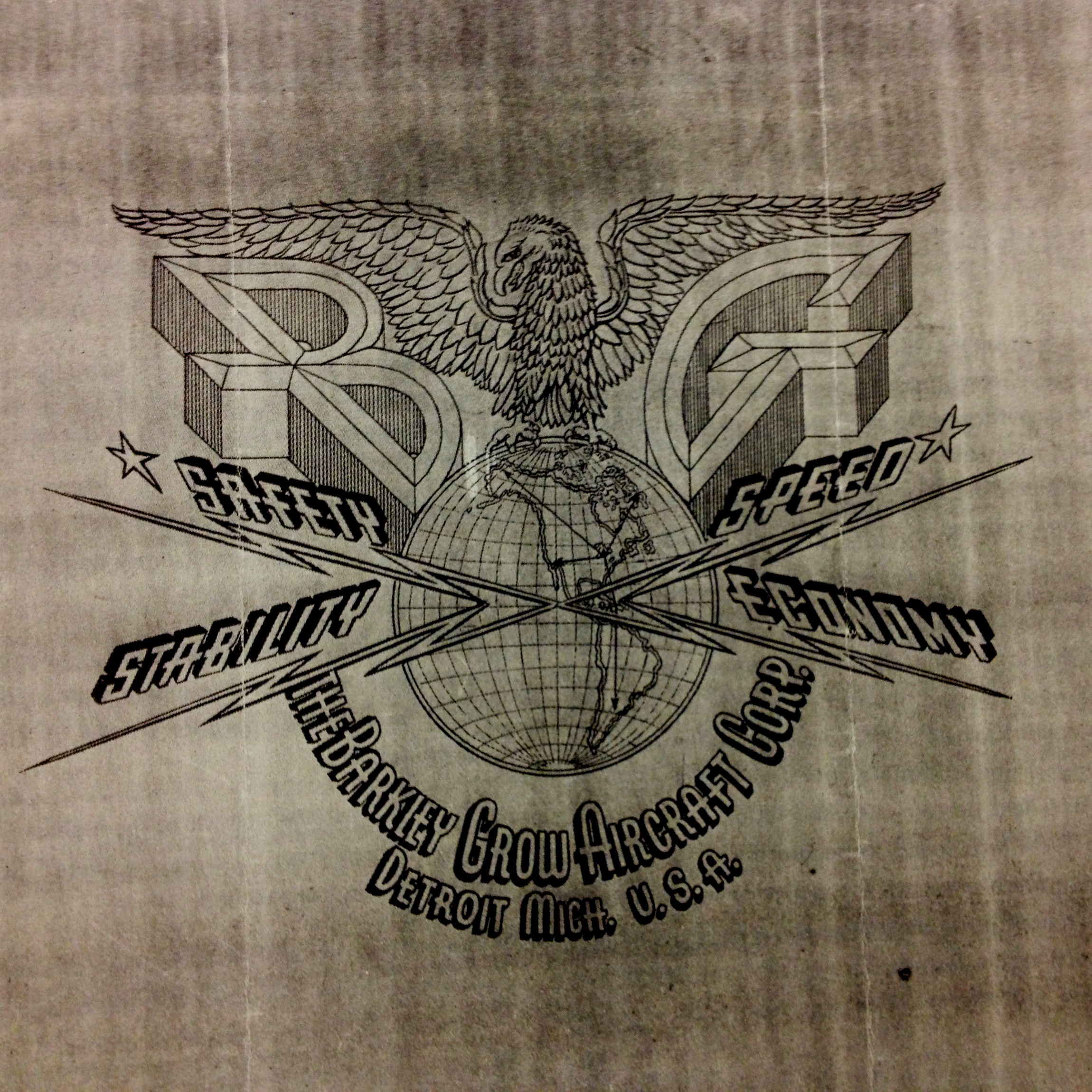
Logo de la compagnie Barkley-Grow de Détroit (Michigan).

Barkley-Grow Aircraft Corporation est un constructeur aéronautique américain disparu. Fondée en 1936, l'entreprise a été rachetée en 1940 par Avco, mais reste connue par un procédé unique de construction des ailes d'avion.

## Historique
Archibald S Barkley participa à la construction des premiers planeurs des frères Wright puis travailla brièvement pour les firmes Wright et Curtiss avant de rejoindre l'US Army. Il prit part à la Première Guerre mondiale en Europe. La guerre terminée, alors qu’il travaillait pour différents constructeurs aéronautiques de la région de Détroit (Verville, Stout (en), Ford…), il mit au point un type original de construction de voilure multilongeron qui évitait l’utilisation de nervures : des lamelles d’aluminium étaient pliées en V et rivetées par les pointes pour former un "X". Ces "X" étaient ensuite rivetés côte à côte sur les tôles d’intrados et d’extrados. On obtenait ainsi une structure d’aile très légère et très résistante, mais couteuse à produire et difficile à réparer. 
Après avoir déposé un brevet (Brevet US 2122709 ), Archibald Barkley s’associa à Warwick Aircraft Corp de Detroit en 1931 pour réaliser un avion permettant de démontrer sa méthode de construction. Le Barkley-Warwick BW-1 se présentait comme un monoplan à aile basse, l’empennage bi-dérive étant supporté par deux poutres. De construction entièrement métallique, ce biplace en tandem à postes ouverts reçut l’immatriculation expérimentale X11300 et un moteur Continental A-70 de 165 ch. Il effectua ses premiers essais en vol courant 1931, piloté par Barkley lui-même. Le BW-1 fut accidenté durant ses essais en vol, mais la voilure ne subit pratiquement aucun dommage, ce qui tendait à prouver la qualité de son mode de construction. 
Harold B. Grow a servi dans l’US Navy en France durant la Première Guerre mondiale. Membre de la mission navale américaine au Pérou, il participa à partir de 1924 à l’organisation de la Fuerza Aérea Peruana. Rentré aux États-Unis en 1930, il a alors créé une entreprise de négoce d’avions à Détroit, la Grow, Joy & Co.
En 1936 Archibald S. Barkley et Harold B. Grow s’associèrent pour créer Barkley-Grow Aircraft Corporation à City Airport, Détroit. Le but de cette entreprise était bien entendu d’exploiter le brevet de Barkley, W.F. de Groat étant engagé comme responsable du bureau d’études et Dwight C. Maier comme chef de projet.
Barkley-Grow ne devait produire qu’un seul appareil, le Barkley-Grow T8P-1, dont neuf exemplaires furent construits. Ce bimoteur répondait à un cahier des charges émis en 1935 par le Bureau of Air Commerce, mais se heurta à la concurrence du Beech 18 et du Lockheed L-12 Electra Junior. Les trois appareils étaient sensiblement identiques, mais le Barkley-Grow T8P-1 possédait un gros handicap, son train d'atterrissage étant fixe.
Confronté à de graves difficultés financières, Barkley-Grow fut finalement acheté par le groupe Avco en juin 1940 et absorbé par Vultee.

## Sources
- (en) John Wegg, General Dynamics aircraft and their predecessors. Putnam aeronautical books, Londres (1990).  (ISBN 0-87021-233-8).
- (en) Larry Dibnah, In my travels. The Patrician, journal du Victoria Flying Club. Victoria, Colombie-Britannique
- (en) La base de données Aerofiles